# Talgram
Talgram è una suddivisione dell'India, classificata come nagar panchayat, di 10.360 abitanti, situata nel distretto di Kannauj, nello stato federato dell'Uttar Pradesh. In base al numero di abitanti la città rientra nella classe IV (da 10.000 a 19.999 persone).

## Geografia fisica
La città è situata a 27° 3' 0 N e 79° 39' 0 E e ha un'altitudine di 146 m s.l.m..

## Società

### Evoluzione demografica
Al censimento del 2001 la popolazione di Talgram assommava a 10.360 persone, delle quali 5.493 maschi e 4.867 femmine. I bambini di età inferiore o uguale ai sei anni assommavano a 1.960, dei quali 1.059 maschi e 901 femmine. Infine, coloro che erano in grado di saper almeno leggere e scrivere erano 4.723, dei quali 2.935 maschi e 1.788 femmine.
Al censimento del 2011 la popolazione di Talgram assommava a 11.665 persone.